# Traité germano-soviétique d'amitié, de coopération et de démarcation

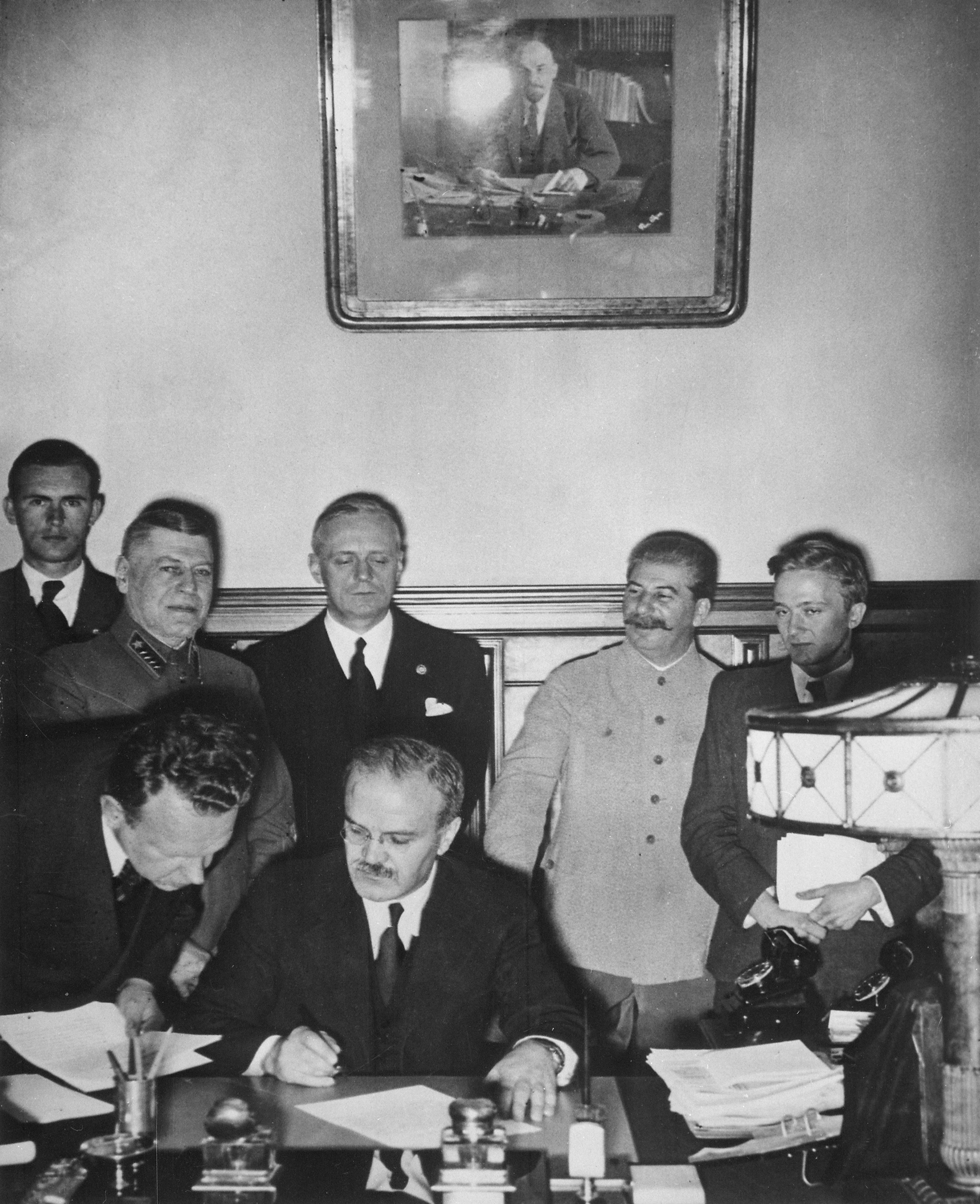
Ministre soviétique des Affaires étrangères Viatcheslav Molotov signe le traité nazi-soviétique d'amitié à Moscou 28 septembre 1939; derrière lui sont Richard Schulze-Kossens (adjudant de Ribbentrop), Boris Shaposhnikov (Chef d'état-major général de l'Armée rouge), Joachim von Ribbentrop, Joseph Staline, Vladimir Pavlov (traducteur soviétique). Alexey Shkvarzev (ambassadeur soviétique à Berlin), se tient à côté Molotov

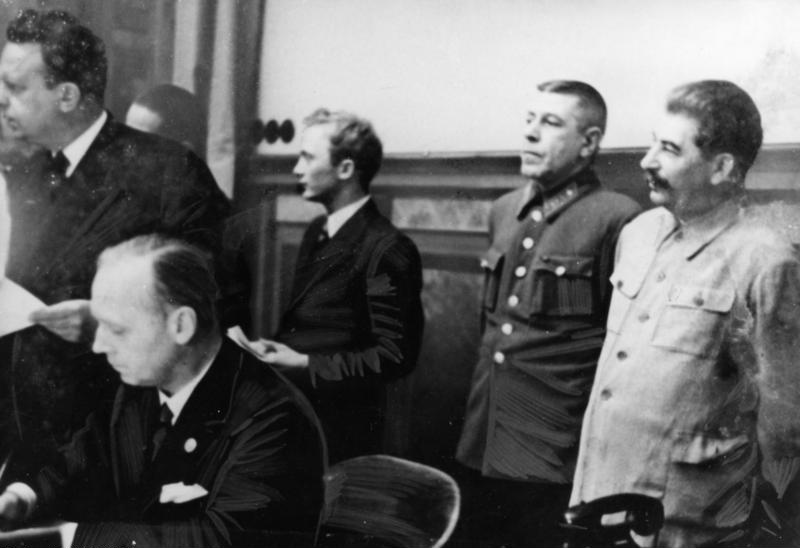
Ministre des Affaires étrangères nazi Joachim von Ribbentrop signe le traité d'amitié germano-soviétique à Moscou 28 septembre 1939

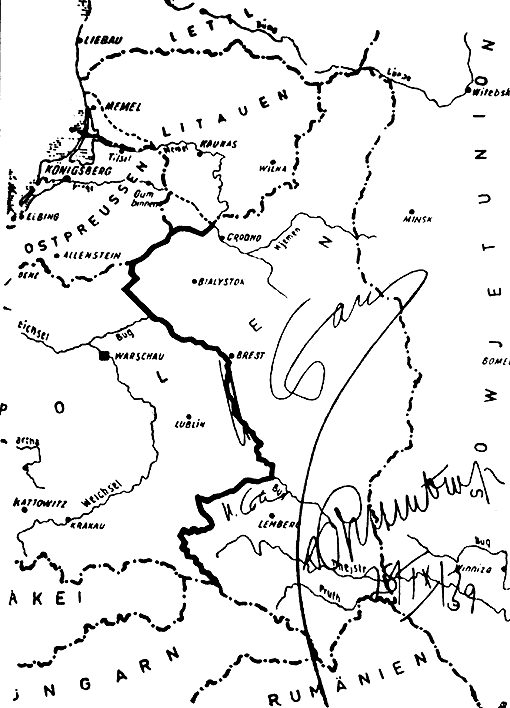
Carte annexée au traité germano-soviétique divisant la Pologne en zones d'occupation allemandes et soviétiques.

Le traité germano-soviétique d'amitié, de coopération et de délimitation (également connu comme le Traité germano-soviétique de délimitation et d'amitié) est un traité signé par l'Allemagne nazie et l'Union soviétique le 28 septembre 1939, après leur invasion conjointe de la Pologne et de son occupation. Il fut signé par Joachim von Ribbentrop et Viatcheslav Molotov, respectivement ministres des Affaires étrangères de l'Allemagne et de l'Union soviétique. Le traité était une prolongation du pacte Molotov-Ribbentrop, que les deux pays avaient signé le 23 août, avant leur invasion de la Pologne et que la Seconde Guerre mondiale ne débuta en Europe. Seule une petite partie du traité fut rendue publique.

## Articles secrets

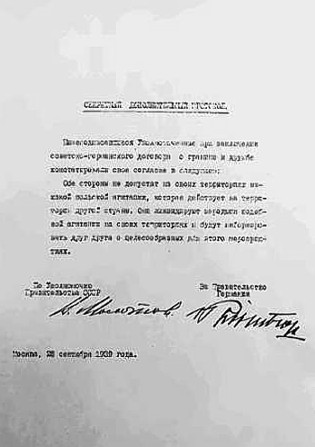
Protocole secret du Traité de frontière germano-soviétique signé le 28 septembre 1939. Amendement au Pacte Ribentropp-Molotov.

Plusieurs articles secrets étaient attachés au traité. Ces articles définissaient l'échange de ressortissants soviétiques et allemands entre les deux zones de la Pologne occupée, redessinaient une partie des sphères d’influence en Europe centrale définies par le pacte Molotov-Ribbentrop. Ils stipulaient également qu'aucune des parties ne permettrait sur son territoire une « agitation polonaise », dirigé contre l’autre parti. Lors de l'invasion occidentale de la Pologne, la Wehrmacht avait pris le contrôle de la voïvodie de Lublin et de voïvodie de Varsovie, territoires qui, selon le pacte Molotov-Ribbentrop se trouvaient dans la sphère d'influence soviétique. 
Pour compenser cette «perte», les clauses secrètes du traité transféraient la Lituanie à la sphère d'influence soviétique, à l'exception d'un petit territoire dans la région de Suwalki, parfois connue comme le Triangle de Suwalki. Après ce transfert, l'Union soviétique lança un ultimatum à la Lituanie, et l’occupa le 15 juin 1940 établissant la RSS de Lituanie.